# Dandridge (Tennessie)
Dandridge – miasto w Stanach Zjednoczonych, w stanie Tennessee, siedziba administracyjna hrabstwa Jefferson.